# Belváros
Belváros è un quartiere di Budapest, più o meno equivalente al centro storico di Pest.

## Posizione
Si trova sulla riva sinistra del fiume Danubio e il suo confine da est segue la linea delle mura della città vecchia, che è il Kiskörút; le sue sezioni sono Károly körút, Múzeum körút e Vámház körút. Il confine ad ovest è segnato dal fiume Danubio stesso.

## Luoghi di interesse
- Dunakorzó, una lunga spianata lungo la riva sinistra del fiume con alcuni monumenti
- Chiesa parrocchiale del Centro-città
- Váci utca
- Chiesa luterana in piazza Deák
- Ponte Elisabetta

## Trasporto
Le tre linee della metropolitana di Budapest convergono in piazza Ferenc Deák, dove la linea blu e la rossa incontrano la metropolitana del Millennio (gialla). Ci sono diverse linee di autobus, tram e filobus in questa zona.